# Ormoy-le-Davien
Ormoy-le-Davien é uma comuna francesa na região administrativa de Altos da França, no departamento de Oise. Estende-se por uma área de 3,95 km². Em 2010 a comuna tinha 358 habitantes (densidade: 90,6 hab./km²).